# Klamath (langue)
Pour les articles homonymes, voir kla.
Le klamath  (ou klamath-modoc) est une langue amérindienne parlée aux États-Unis, dans le sud de l'Oregon, par les Klamath et les Modoc. 
La langue est quasiment éteinte : il ne reste plus de locuteur qui l'aie comme langue maternelle, le dernier est mort en 2003. En 2007, six personnes l'emploient comme langue seconde.

## Classification
Le klamath fait partie des langues rattachées par Edward Sapir à la famille hypothétique des langues pénutiennes. Le klamath est souvent regroupée dans le sous-groupe des langues pénutiennes des Plateaux avec les langues sahaptiennes, et le molala.

## Phonologie

### Voyelles
|         | Antérieure    | Centrale      | Postérieure   |
| ------- | ------------- | ------------- | ------------- |
| Fermée  | i [i] iː [iː] |               | u [u] uː [uː] |
| Moyenne | e [e] eː [eː] |               |               |
| Ouverte |               | a [a] aː [aː] |               |

### Consonnes
|               |            | Bilabiale | Dentale | Latérale | Palatale | Vélaire | Uvulaire | Glottale |
| ------------- | ---------- | --------- | ------- | -------- | -------- | ------- | -------- | -------- |
| Occlusives    | Sourdes    | p [p]     | t [t]   |          |          | k [k]   | q [q]    | ʔ [ʔ]    |
| Occlusives    | Aspirées   | ph [pʰ]   | th [tʰ] |          |          | kh [kʰ] | qh [qʰ]  |          |
| Occlusives    | Glottales  | pʼ [pʼ]   | tʼ [tʼ] |          |          | kʼ [kʼ] | qʼ [qʼ]  |          |
| Fricatives    | Fricatives |           | s [s]   |          |          |         |          | h [h]    |
| Affriquées    | Sourdes    |           |         |          | č [t͡ʃ]   |         |          |          |
| Affriquées    | Aspirées   |           |         |          | č [t͡ʃʰ]  |         |          |          |
| Affriquées    | Glottales  |           |         |          | čʼ [t͡ʃʼ] |         |          |          |
| Nasales       | Simples    | m [m]     | n [n]   |          |          |         |          |          |
| Nasales       | Dévoisée   |           | n̥ [n̥]   |          |          |         |          |          |
| Nasales       | Glottales  | mʼ [mʼ]   | nʼ [nʼ] |          |          |         |          |          |
| Liquides      | simples    |           |         | l [l]    |          |         |          |          |
| Liquides      | Dévoisée   |           |         | l̥ [l̥]    |          |         |          |          |
| Liquides      | Glottales  |           |         | lʼ [lʼ]  |          |         |          |          |
| Semi-voyelles | simples    | w [w]     |         |          | j [j]    |         |          |          |
| Semi-voyelles | Dévoisée   | w̥ [w̥]     |         |          | j̥ [j̥]    |         |          |          |
| Semi-voyelles | Glottales  | wʼ [wʼ]   |         |          | jʼ [jʼ]  |         |          |          |